# Marasmiellus tropicalis
Marasmiellus tropicalis är en svampart som först beskrevs av Speg., och fick sitt nu gällande namn av Rolf Singer 1950. Marasmiellus tropicalis ingår i släktet Marasmiellus och familjen Marasmiaceae.   Inga underarter finns listade i Catalogue of Life.